# Culburra
Culburra är en ort i Australien. Den ligger i kommunen The Coorong och delstaten South Australia, omkring 160 kilometer sydost om delstatshuvudstaden Adelaide.
Trakten runt Culburra är nära nog obefolkad, med mindre än två invånare per kvadratkilometer.. Närmaste större samhälle är Tintinara, omkring 12 kilometer sydost om Culburra.
Trakten runt Culburra består till största delen av jordbruksmark. Genomsnittlig årsnederbörd är 477 millimeter. Den regnigaste månaden är juni, med i genomsnitt 76 mm nederbörd, och den torraste är december, med 11 mm nederbörd.